# Lasciami baciare la farfalla
Lasciami baciare la farfalla (I Love You, Alice B. Toklas!) è un film statunitense del 1968 diretto da Hy Averback.
Il titolo originale del film fa riferimento alla scrittrice Alice B. Toklas.

## Trama
Harold Fine, un noto avvocato, dopo alcuni anni vissuti insieme, accetta di sposare Joyce, la sua segretaria trentenne. Ma il casuale incontro con Nancy, un'amica di suo fratello che vive in una comunità "hippy", gli fa cambiare parere e proprio al momento della cerimonia egli fugge fra le braccia di Nancy, abbandonando il lavoro e andando a vivere nella sua automobile. Costretto dalla polizia a ritornare a casa egli ben presto la vede invasa dagli amici di Nancy, tipi strani, sporchi e dagli atteggiamenti troppo liberi. Deciso così a ritornare sui suoi passi, viene perdonato da Joyce che lo convince di nuovo a sposarsi. Ma ancora una volta, durante la cerimonia, il ricordo dei momenti più belli trascorsi con Nancy e soprattutto il pensiero della libertà e degli amori che lo attendono lo persuadono ad abbandonare Joyce.